# Gerson Marcondes
Gerson Marcondes Filho (São Paulo, 5 de janeiro de 1951) é um político brasileiro. Filho de Vera Caldini Marcondes e Gerson Marcondes. Completou o ciclo de estudos básicos no Grupo Escolar Carlos Gomes e no Ginásio Estadual Roosevelt Freire, na capital paulista. Em 1966, entrou na Escola Técnica de Química Osvaldo Cruz, onde finalizou o curso de química industrial em 1968. No ano seguinte iniciou o curso da Faculdade de Engenharia de Mogi das Cruzes, concluindo a graduação em 1973. Exerceu o mandato de deputado federal constituinte em 1988.
De 1973 a 1986 ocupou diversos cargos políticos: diretor de obras da prefeitura de Itaquaquecetuba (1973-1974), fiscal da Prefeitura de São Paulo (1976-1977), secretário de Obras de Guarulhos (1977-1978) e secretário de Planejamento de Guarulhos (1983-1986). Em 1987 assumiu o cargo de engenheiro da Prefeitura de Guarulhos.
Lançou a candidatura para deputado federal constituinte pelo Partido do Movimento Democrático Brasileiro (PMDB) em novembro de 1986. Tomou posse em fevereiro do ano seguinte, quando iniciaram-se os trabalhos da Assembléia Nacional Constituinte.
Participou como membro titular da Subcomissão da Questão Urbana e Transporte da Comissão da Ordem Econômica e suplente da Subcomissão de Orçamento e Fiscalização Financeira da Comissão do Sistema Tributário.
Em outubro de 1990, concorreu à reeleição, mas foi frustrado. Em janeiro do ano seguinte, deixou a Câmara dos Deputados.
Passou a dedicar-se à administração de sua empresa, Marcondes Empreendimentos Imobiliários, e de dois colégios que fundou em São Paulo.